# امرودک (آبیک)

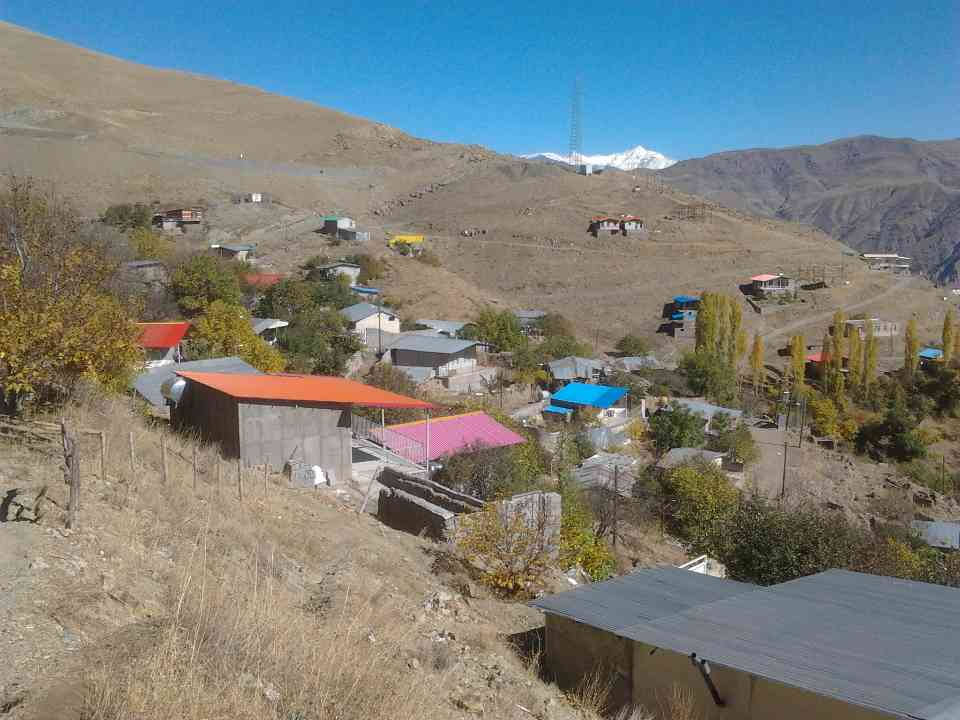
امرودک (تابستان ۹۳)

امرودک روستایی از توابع بخش مرکزی شهرستان آبیک در استان قزوین ایران است. زبان این روستا زبان مازندرانی است که تقریباً در تمامی توابع طالقان و توابع الموت و کوهپیایه‌های آبیک مستعمل می‌باشد.

## جمعیت
این روستا در دهستان کوهپایه غربی قرار دارد و براساس سرشماری مرکز آمار ایران در سال ۱۳۸۵، جمعیت آن ۱۳۹ نفر (۵۸خانوار) بوده است.